# Marche par équipes mixtes aux Jeux olympiques d'été de 2024
Pour des articles plus généraux, voir Athlétisme aux Jeux olympiques d'été de 2024 et Marche aux Jeux olympiques.
Navigation
Los Angeles 2028
L'épreuve de marche par équipes mixtes aux Jeux olympiques de 2024 se déroule le 7 août 2024 dans les rues de Paris avec une arrivée au Stade de France.
Cette épreuve est disputée pour la première fois. Elle a été introduite à la suite de la suppression du 50 kilomètres marche masculin. Chaque équipe sera composée d'une femme et d'un homme, qui parcourront la distance d'un marathon (42,195 kilomètres) sous forme de relais, en quatre étapes de même distance,. Pendant un temps, le 35 kilomètres marche mixte était envisagé.

## Programme
| Date            | Horaire | Manche |
| --------------- | ------- | ------ |
| Mercredi 7 août | 07 h 30 | Finale |

## Médaillés
| Or                                | Argent                                      | Bronze                               |
| Álvaro Martín / María Pérez (ESP) | Glenda Morejón / Brian Daniel Pintado (ECU) | Rhydian Cowley / Jemima Montag (AUS) |

## Résultats
| Rang                                | Athlètes             | Pays      | Temps      | Temps   | Temps  | Notes                  |
| Rang                                | Athlètes             | Pays      | Individuel | Équipe  | Écart  | Notes                  |
| ----------------------------------- | -------------------- | --------- | ---------- | ------- | ------ | ---------------------- |
| Médaille d'or, Jeux olympiques      | Álvaro Martín        | Espagne   | 1:21:44    | 2:50:31 | -      | Meilleur temps mondial |
| Médaille d'or, Jeux olympiques      | María Pérez          | Espagne   | 1:28:07    | 2:50:31 | -      | Meilleur temps mondial |
| Médaille d'argent, Jeux olympiques  | Brian Daniel Pintado | Équateur  | 1:21:48    | 2:51:22 | +0:51  |                        |
| Médaille d'argent, Jeux olympiques  | Glenda Morejón       | Équateur  | 1:29:34    | 2:51:22 | +0:51  |                        |
| Médaille de bronze, Jeux olympiques | Rhydian Cowley       | Australie | 1:22:08    | 2:51:38 | +01:07 |                        |
| Médaille de bronze, Jeux olympiques | Jemima Montag        | Australie | 1:28:18    | 2:51:38 | +01:07 |                        |
| 4                                   | César Rodríguez      | Pérou     | 1:24:08    | 2:51:56 | +01:25 |                        |
| 4                                   | Kimberly García      | Pérou     | 1:27:48    | 2:51:56 | +01:25 |                        |
| 5                                   | Ever Palma           | Mexique   | 1:25:12    | 2:52:38 | +02:07 |                        |
| 5                                   | Alegna González      | Mexique   | 1:27:26    | 2:52:38 | +02:07 |                        |
| 6                                   | Massimo Stano        | Italie    | 1:22:34    | 2:53:52 | +03:21 |                        |
| 6                                   | Antonella Palmisano  | Italie    | 1:31:18    | 2:53:52 | +03:21 |                        |
| 7                                   | Caio Bonfim          | Brésil    | 1:23:06    | 2:54:08 | +03:37 |                        |
| 7                                   | Viviane Lyra         | Brésil    | 1:31:02    | 2:54:08 | +03:37 |                        |
| 8                                   | Masatora Kawano      | Japon     | 1:23:22    | 2:55:40 | +05:09 |                        |
| 8                                   | Kumiko Okada         | Japon     | 1:32:18    | 2:55:40 | +05:09 |                        |
| 9                                   | Miguel Ángel López   | Espagne   | 1:24:01    | 2:56:10 | +05:39 |                        |
| 9                                   | Cristina Montesinos  | Espagne   | 1:32:09    | 2:56:10 | +05:39 |                        |
| 10                                  | Christopher Linke    | Allemagne | 1:23:56    | 2:56:14 | +05:43 |                        |
| 10                                  | Saskia Feige         | Allemagne | 1:32:18    | 2:56:14 | +05:43 |                        |
| 11                                  | Aurélien Quinion     | France    | 1:24:17    | 2:56:54 | +06:23 |                        |
| 11                                  | Clémence Beretta     | France    | 1:32:37    | 2:56:54 | +06:23 |                        |
| 12                                  | Mateo Romero         | Colombie  | 1:25:58    | 2:57:54 | +07:23 |                        |
| 12                                  | Sandra Arenas        | Colombie  | 1:31:56    | 2:57:54 | +07:23 |                        |
| 13                                  | Eiki Takahashi       | Japon     | 1:23:39    | 2:58:08 | +07:37 |                        |
| 13                                  | Ayane Yanai          | Japon     | 1:34:29    | 2:58:08 | +07:37 |                        |
| 14                                  | He Xianghong         | Chine     | 1:28:27    | 2:59:13 | +08:42 |                        |
| 14                                  | Qieyang Shenjie      | Chine     | 1:30:46    | 2:59:13 | +08:42 |                        |
| 15                                  | Zhang Jun            | Chine     | 1:24:04    | 3:00:43 | +10:12 |                        |
| 15                                  | Yang Jiayu           | Chine     | 1:31:39    | 3:00:43 | +10:12 |                        |
| 16                                  | Maher Ben Hlima      | Pologne   | 1:26:08    | 3:00:55 | +10:24 |                        |
| 16                                  | Olga Chojecka        | Pologne   | 1:33:35    | 3:00:55 | +10:24 |                        |
| 17                                  | Ivan Banzeruk        | Ukraine   | 1:30:21    | 3:01:50 | +11:09 |                        |
| 17                                  | Lyudmyla Olyanovska  | Ukraine   | 1:31:29    | 3:01:50 | +11:09 |                        |
| 18                                  | Dominik Černý        | Slovaquie | 1:27:42    | 3:03:54 | +13:23 |                        |
| 18                                  | Hana Burzalová       | Slovaquie | 1:36:12    | 3:03:54 | +13:23 |                        |
| 19                                  | César Herrera        | Colombie  | 1:27:34    | 3:03:56 | +13:25 |                        |
| 19                                  | Laura Chalarca       | Colombie  | 1:36:22    | 3:03:56 | +13:25 |                        |
| 20                                  | Evan Dunfee          | Canada    | 1:23:32    | 3:04:57 | +14:26 |                        |
| 20                                  | Olivia Lundman       | Canada    | 1:38:25    | 3:04:57 | +14:26 |                        |
| 21                                  | Bence Venyercsán     | Hongrie   | 1:27:05    | 3:05:18 | +14:47 |                        |
| 21                                  | Barbara Olah         | Hongrie   | 1:38:13    | 3:05:18 | +14:47 |                        |
| 22                                  | Declan Tingay        | Australie | 1:29:23    | 3:09:21 | +18:50 | Pénalité               |
| 22                                  | Rebecca Henderson    | Australie | 1:36:58    | 3:09:21 | +18:50 | Pénalité               |
| 23                                  | Mazlum Demir         | Turquie   | 1:28:45    | 3:14:53 | +24:22 |                        |
| 23                                  | Ayşe Tekdal          | Turquie   | 1:46:08    | 3:14:53 | +24:22 |                        |
| -                                   | Vít Hlaváč           | Tchéquie  | 1:27:06    | 2:14:39 |        | Abandon                |
| -                                   | Eliška Martínková    | Tchéquie  | 47:33      | 2:14:39 |        | Abandon                |
| -                                   | Suraj Panwar         | Inde      | 1:26:52    | 2:16:20 |        | Abandon Pénalité       |
| -                                   | Priyanka Goswami     | Inde      | 46:28      | 2:16:20 |        | Abandon Pénalité       |

## Légende
Records et Performances
- AR : Record continental (area record)
- CR : Record des championnats (championship record)
- MR : Record du meeting (meet record)
- NR : Record national (national record)
- OR : Record olympique (olympic record)
- PR : Record paralympique (paralympic record)
- PB : Record personnel (personal best)
- SB : Meilleure performance personnelle de la saison (season's best)
- WL : Meilleure performance mondiale de l'année (world leader)
- WJR : Record du monde junior (world junior record)
- WR : Record du monde (world record)

Circonstances et Conditions
- DNF : N'a pas terminé (did not finish)
- DNS : N'a pas pris le départ (did not start)
- DQ : Disqualification (disqualification)
- NM : Aucun essai valable enregistré (No Mark)
- Q : Qualifié « directement » au prochain tour (ou à la prochaine compétition), lors d'une compétition majeure, grâce au classement ou à la réalisation des minima (automatic qualifier)
- q : Qualifié au prochain tour (ou à la prochaine compétition), lors d'une compétition majeure, grâce au repêchage ou à la réalisation de l'une des meilleures performances parmi celles des « non qualifiés directement » (grâce au meilleur temps ou à la meilleure distance par exemple) (secondary qualifier)